# 双生児 (江戸川乱歩)
『双生児―ある死刑囚が教誨師にうちあけた話―』（そうせいじ）は、江戸川乱歩が発表した短編小説。1924年（大正13年）10月、『新青年』に掲載された。

## あらすじ
副題の通り、ある死刑囚が教誨師にうちあけた独白形式で展開する。
一卵性双生児の弟は双子の兄を殺害して兄に成りすます。兄の財産を使い果たし借金がかさんだため、強盗殺人を計画する。日記帳に残っていた兄の指紋を現場に残すことで、弟（朝鮮に出稼ぎに出た自分）の犯行に見せかけようとする。だが、兄の指紋だと思っていたものが実は自分のものだったため、犯行が露見する。

## 収録作品
- 角川ホラー文庫『双生児』（1999年8月）
- 光文社文庫『江戸川乱歩全集 第1巻 屋根裏の散歩者』（2004年7月）

## 映像化リスト

### 映画
- 『双生児 -GEMINI-』（1999年）
出演：本木雅弘、りょう、藤村志保他

- 『メビウスの悪女 赤い部屋』（2020年）
出演：清水楓、川野直輝、美保純他